# Sean Brady (MMA)
Pour les articles homonymes, voir Sean Brady et Brady.
Sean Thomas Brady, né le 23 novembre 1992 à Philadelphie (Pennsylvanie, États-Unis) est un pratiquant américain d'arts martiaux mixtes (MMA). Il combat actuellement dans la division des poids mi-moyens de l'Ultimate Fighting Championship.

## Biographie

### Jeunesse
Sean Thomas Brady naît dans le quartier philadelphien de Burholme (en).
Il est diplômé de la Swenson Arts and Technology High School (en).
Il s'entraîne au jiu-jitsu brésilien et au muay thaï au Semper Fi, club de MMA local, à partir de l'âge de 15 ans, avant de rejoindre le club de Renzo Gracie et de s'entraîner aux côtés notamment de Paul Felder et d'Eddie Alvarez.
Il est ceinture noire de jiu-jitsu brésilien.

### Carrière dans les arts martiaux mixtes

#### Débuts (2014-2019)
Invaincu sur le circuit amateur, Sean Brady signe avec le Cage Fury Fighting Championships (en) en 2014. Il remporte son premier combat professionnel contre Paul Almquist par KO technique au 1er round, amasse 3 victoires via décision unanime à la suite contre Jake Gombocz, Aaron Jeffery et Rocky Edwards, puis vainc Chauncey Foxworth par KO d'un coup de poing retourné, avant de capturer le titre des poids mi-lourds de la fédération en soumettant Tanner Saraceno en mai 2017.
Il défend son titre avec succès à deux reprises contre Mike Jones et contre Taj Abdul-Hakim.

#### Parcours au sein de l'Ultimate Fighting Championship (2019-)
Sean Brady rejoint l'Ultimate Fighting Championship (UFC) en mars 2019 avec un palmarès de 10 victoires pour 10 combats.
Il dispute son premier combat dans la fédération américaine le 18 octobre 2019, qu'il remporte via décision unanime contre l'Utahain Court McGee (en).
Il décroche sa deuxième victoire à l'UFC le 29 février 2020, en vainquant Ismail Naurdiev (en) via décison unanime.
Le 29 août de la même année, il bat Christian Aguilera (en) par soumission technique, après l'avoir étranglé jusqu'à l'inconscience.
Le 6 mars 2021, lors de l'UFC 259, il s'impose face à l'Australien Jake Matthews (en) en le soumettant au 3e round d'un étranglement bras-tête. À la suite de cette victoire, Brady fait son entrée dans le top 15 de la division, à la 14e place.
Le 20 novembre suivant, il défait Michael Chiesa (en) via décision unanime.
Le 22 octobre 2022, lors de l'UFC 280, Sean Brady concède la première défaite de sa carrière en s'inclinant face à Belal Muhammad par KO technique au 2e round.
Prévu pour affronter le Brésilien Michel Pereira (en) le 25 mars 2023, Brady se retire du combat en février à la suite d'une blessure à l'aine. Un combat l'opposant à l'Australien Jack Della Maddalena est ensuite planifié pour le 8 juillet suivant, mais Brady se retire une nouvelle fois, dû à une infection staphylococcique.
Le natif de Philadelphie fait son retour dans l'octogone le 2 décembre 2023 contre Kelvin Gastelum. Il remporte le combat via soumission par kimura au 3e round.
L'an suivant, le 8 septembre 2024, lors de son premier combat en tête d'affiche d'un gala de l'UFC, Sean Brady vainc le Brésilien Gilbert Burns via décision unanime.

## Palmarès en arts martiaux mixtes
| 19 combats     | 18 victoires | 1 défaites |
| Par KO         | 3            | 1          |
| Par soumission | 6            | 0          |
| Sur décision   | 9            | 0          |

| Résultat | Record | Adversaire         | Méthode                                           | Événement                                   | Date              | Round | Temps | Lieu                                   | Notes                                          |
| -------- | ------ | ------------------ | ------------------------------------------------- | ------------------------------------------- | ----------------- | ----- | ----- | -------------------------------------- | ---------------------------------------------- |
| Victoire | 18–1   | Leon Edwards       | Soumission (étranglement en guillotine)           | Soirée de combat UFC : Edwards contre Brady | 22 mars 2025      | 4     | 1:39  | Londres, Angleterre                    | Performance de la soirée.                      |
| Victoire | 17-1   | Gilbert Burns      | Décision unanime                                  | UFC Fight Night: Burns vs. Brady            | 8 septembre 2024  | 5     | 5:00  | Las Vegas, Nevada, États-Unis          |                                                |
| Victoire | 16–1   | Kelvin Gastelum    | Soumission (kimura)                               | UFC on ESPN: Dariush vs. Tsarukyan          | 2 décembre 2023   | 3     | 1:43  | Austin, Texas, États-Unis              | Performance de la soirée.                      |
| Défaite  | 15–1   | Belal Muhammad     | TKO (coups de poing)                              | UFC 280: Oliveira vs. Makhachev             | 22 octobre 2022   | 2     | 4:47  | Abou Dabi, Émirats arabes unis         |                                                |
| Victoire | 15–0   | Michael Chiesa     | Décision unanime                                  | UFC Fight Night: Vieira vs. Tate            | 20 novembre 2021  | 3     | 5:00  | Las Vegas, Nevada, États-Unis          |                                                |
| Victoire | 14–0   | Jake Matthews      | Soumission (étranglement bras-tête)               | UFC 259: Błachowicz vs. Adesanya            | 6 mars 2021       | 3     | 3:28  | Las Vegas, Nevada, États-Unis          |                                                |
| Victoire | 13–0   | Christian Aguilera | Soumission technique (étranglement en guillotine) | UFC Fight Night: Smith vs. Rakić            | 29 août 2020      | 2     | 1:47  | Las Vegas, Nevada, États-Unis          | Performance de la soirée.                      |
| Victoire | 12–0   | Ismail Naurdiev    | Décision unanime                                  | UFC Fight Night: Benavidez vs. Figueiredo   | 29 février 2020   | 3     | 5:00  | Norfolk, Virginie, États-Unis          |                                                |
| Victoire | 11–0   | Court McGee        | Décision unanime                                  | UFC on ESPN: Reyes vs. Weidman              | 18 octobre 2019   | 3     | 5:00  | Boston, Massachusetts, États-Unis      |                                                |
| Victoire | 10–0   | Taj Abdul-Hakim    | TKO (punches)                                     | CFFC 72: Brady vs. Abdul-Hakim              | 16 février 2019   | 4     | 3:36  | Atlantic City, New Jersey, États-Unis  | Défend le titre des poids mi-moyens du CFFC.   |
| Victoire | 9–0    | Gilbert Urbina     | Décision unanime                                  | LFA 49: Brady vs. Urbina                    | 14 septembre 2018 | 3     | 5:00  | Atlantic City, New Jersey, États-Unis  |                                                |
| Victoire | 8–0    | Colton Smith       | Décision unanime                                  | Shogun Fights: Florida                      | 17 mars 2018      | 3     | 5:00  | Hollywood, Floride, États-Unis         |                                                |
| Victoire | 7–0    | Mike Jones         | Soumission (étranglement arrière)                 | CFFC 68: Brady vs. Jones                    | 21 octobre 2017   | 2     | 1:31  | Atlantic City, New Jersey, États-Unis  | Défend le titre des poids mi-moyens du CFFC.   |
| Victoire | 6–0    | Tanner Saraceno    | Soumission (étranglement en guillotine)           | CFFC 65: Brady vs. Saraceno                 | 20 mai 2017       | 1     | 3:36  | Philadelphie, Pennsylvanie, États-Unis | Remporte le titre des poids mi-moyens du CFFC. |
| Victoire | 5–0    | Chauncey Foxworth  | KO (coup de poing retourné)                       | CFFC 60: Webb vs. Steele                    | 6 août 2016       | 1     | 0:57  | Atlantic City, New Jersey, États-Unis  |                                                |
| Victoire | 4–0    | Rocky Edwards      | Décision unanime                                  | CFFC 56: Wells vs. Walo                     | 27 février 2016   | 3     | 5:00  | Philadelphie, Pennsylvanie, États-Unis |                                                |
| Victoire | 3–0    | Aaron Jeffery      | Décision unanime                                  | CFFC 53: Spohn vs. Anyanwu                  | 4 décembre 2015   | 3     | 5:00  | Philadelphie, Pennsylvanie, États-Unis |                                                |
| Victoire | 2–0    | Jake Gombocz       | Décision unanime                                  | CFFC 48: Good vs. Burrell                   | 9 mai 2015        | 3     | 5:00  | Atlantic City, New Jersey, États-Unis  |                                                |
| Victoire | 1–0    | Paul Almquist      | TKO (coups de poing)                              | CFFC 38: Webb vs. Stittgen                  | 9 août 2014       | 1     | 0:33  | Atlantic City, New Jersey, États-Unis  |                                                |